# 5121 Numazawa
5121 Numazawa este un asteroid din centura principală de asteroizi.

## Descriere
5121 Numazawa este un asteroid din centura principală de asteroizi. A fost descoperit pe 15 ianuarie 1989 la Kitami de Masayuki Yanai și Kazuro Watanabe. El prezintă o orbită caracterizată de o semiaxă mare de 2,23 ua, o excentricitate de 0,17 și o înclinație de 6,5° în raport cu ecliptica.